# Between Two Women (1945)
Between Two Women ist ein US-amerikanisches Filmdrama in schwarz-weiß aus dem Jahr 1945. Regie führte Willis Goldbeck, das Drehbuch schrieb Harry Ruskin. Die Hauptrollen spielten Van Johnson, Lionel Barrymore und Gloria DeHaven. Between Two Women ist der 14. und vorletzte Film der Dr. Kildare-Serie von Metro-Goldwyn-Mayer und der fünfte ohne Dr. Kildare.

## Handlung
Am Blair General Hospital in New York fürchtet der renommierte Diagnostiker Dr. Leonard Gillespie, sein Assistent Dr. Randall „Red“ Adams würde sich überarbeiten. Er sollte auch mal entspannen. Darum lädt er ihn in einen Nachtclub ein und sagt ihm, dass das von einem reichen Freund bezahlt würde. Als Dr. Adams den Nachtclub betritt, wird er von Ruth Edly abgefangen; sie ist „der reiche Freund.“ Ruth will Dr. Adams heiraten, dieser liebt sie zwar auch, meint aber, dass mit seinem geringen Gehalt von 20 Dollar pro Woche keine reiche Frau heiraten könne. Er hat bisher sogar jeden Kuss verhindert, dies ist für ihn eine Grenze, die zu überschreiten er nicht wagt, weil er meint, sich danach nicht mehr zurückhalten zu können. Im Club tritt eine Sängerin namens Edna auf, die während ihres Auftritts auch an den Tisch von Red und Ruth kommt. Red schaut der Sängerin so intensiv nach, dass Ruth eifersüchtig wird. Nachdem sie mühsam seine Aufmerksamkeit auf sich gezogen hat, meint er zu ihr, Edna habe auf ihn krank gewirkt. Der nächste Programmpunkt im Club ist der Verkauf von Kriegsanleihen. Gäste, die Anleihen für mindestens 10000 Dollar kaufen, erhalten damit einen Kuss mit einer der Tänzerinnen. Nach einer Weile steht Ruth auf und kündigt öffentlich an, sie werde eine Anleihe für 100.000 Dollar kaufen, wenn Red sie küsse. Dieser will sich zunächst weigern, gibt dann aber dem Druck des Publikums nach. Als Red später mit Ruth tanzt, tritt Tobey, der Besitzer des Clubs, auf die Bühne und fragt, ob ein Arzt im Raum sei. Edna ist in der Garderobe zusammengebrochen. Red, der sich natürlich gemeldet hat, kann nicht erkennen, woran das liegen könnte, und ruft einen Krankenwagen.
Die Untersuchungen, die er, unterstützt von Dr. Gillespie, im Krankenhaus vornimmt, zeigen, dass Edna physisch gesund ist. Am Mittag des nächsten Tages wird klar, dass sie seit vier Tagen nichts gegessen hat. Trotz aller Bemühungen bringt sie es auch weiterhin nicht über sich, etwas zu essen. In einer Befragung Ednas bekommt er zwar heraus, dass sie glücklich mit einem Soldaten liiert ist, einen Grund für das psychische Problem kann er aber nicht finden. So beschließt er, bei Ednas Kolleginnen im Nachtclub nachzufragen. Auch dort erfährt er nichts Hilfreiches, bis Ruth von einer Tänzerin erfährt, dass Sylvia, die früher ebenfalls in dem Club gearbeitet hatte, an Hunger gestorben sei. Sylvia hatte Ednas Freund geliebt, was zu einem Streit und danach zu ihrer Kündigung geführt hatte. Red führt Ednas Problem auf ihr Schuldgefühl gegenüber Sylvia zurück. Daraufhin lädt er Sylvias Manager an Ednas Krankenbett ein. Dieser erklärt, Sylvia sei an Alkoholmissbrauch gestorben. Sie habe so viel getrunken, dass sie darüber vergessen habe zu essen, Geld hatte sie auf jeden Fall genug dafür gehabt. Dies habe zu den Mangelerscheinungen geführt, die als offizielle Todesursache genannt wurden. Dadurch wird Edna geheilt.
Mittlerweile ist Sally, die allseits beliebte Rezeptionistin des Krankenhauses, als Patientin eingeliefert worden. Sie hat ziemliche Schmerzen, behält das aber für sich. Zudem befürchtet sie, Krebs zu haben. Erst als die Schmerzen zu stark werden um sie zu verheimlichen, kann Red feststellen, dass eine ihrer Nieren komplett verstopft ist; sie muss deswegen entfernt werden. Obwohl ein erfahrener Arzt zur Verfügung steht, besteht Sally darauf, dass Red die Operation durchführt. Während dieser hört Sally zu atmen auf, doch schließlich kann Red die Operation erfolgreich beenden. Schließlich treffen Red und Ruth wieder im Nachtclub zusammen, wobei auch Dr. Gillespie, Sally und Dr. Lee anwesend sind und Edna einen Auftritt hat. Dieses Mal muss Red nicht unter Druck gesetzt werden um Ruth zu küssen. Kriegsanleihen werden dafür aber trotzdem verkauft.

## Hintergrund

### Van Johnson
In Three Men in White noch ein aufstrebender Jungschauspieler, war Van Johnson mittlerweile zu einem der Topstars Hollywoods geworden. Between Two Women, das ursprünglich Dr. Red Adams heißen sollte, wurde mehr auf Dr. Adams, also Van Johnson, zugeschnitten. Van Johnson wurde im Vorspann deutlich abgegrenzt als alleiniger Hauptdarsteller gekennzeichnet. Der Film wurde sehr erfolgreich, was hauptsächlich auf Van Johnson zurückzuführen ist. Trotzdem verließ Van Johnson nach dem Film die Serie. Als Folge davon war dies auch der letzte Auftritt von Marilyn Maxwell in der Serie.

### Technischer Stab
Für das Szenenbild in Between Two Women waren Cedric Gibbons und Edward Carfagno sowie Edwin B. Willis verantwortlich. Die Kostümbildnerin war Irene.

### Dreharbeiten
Between Two Women wurde zwischen Anfang August und Anfang September 1944 gedreht. Am 22. und 23. Oktober 1944 wurden weitere Szenen aufgenommen.

### Musik
Between Two Women ist der erste Film der Reihe, in dem gesungen wird. Gloria DeHaven trägt im Club die Lieder I’m in the Mood for Love von Dorothy Fields und Jimmy McHugh sowie Look at Me von Earl Brent vor.

### Erstaufführung
Between Two Women wurde am 28. März 1945 in New York uraufgeführt. Der Film wurde von Metro-Goldwyn-Mayer vertrieben. Eine deutschsprachige Version des Filmes gibt es nicht.

## Rezeption

### Kritiken

#### Zeitgenössische Kritiken
Die zeitgenössischen Kritiker waren unterschiedlicher Auffassung. Harrison’s Reports sahen eine ziemlich gute Folge mit mehr komödiantischen Anteilen als sonst, wohingegen Variety den Film als schwach einstufte, so schwach, dass der finanzielle Erfolg sich in Grenzen halten werde. Auch Bosley Crowther von der New York Times bewertete den Film als öd und unglaubwürdig (insbesondere die schnellen Diagnosen von Dr. Adams). Motion Picture Daily sah dagegen eine normale Folge der Serie, meinte dazu aber, das sei im Grunde unwichtig. Das einzige, was man wissen müsse, sei, dass Van Johnson mitspielt.
Die schauspielerischen Leistungen werden allgemein gelobt. Als Ausnahmen werden Van Johnson, der mit der Rolle nicht so gut klarkomme, und Marie Blake, die etwas übertreibe. Andererseits wird aber gerade die Leistung Marie Blakes auch hervorgehoben. Ansonsten werden die Lieder von Gloria DeHaven erwähnt. Die Variety kritisierte zudem Regisseur Willis Goldbeck, während Motion Picture Daily seine Leistung ok fand.

#### Moderne Kritiken
Paul Mavis findet Between Two Women öd und leblos. Van Johnson scheine sich in der Rolle etwas unwohl gefühlt habe, was aber auch an dem seichten Script liegen könne. Ein Lichtblick sei Marie Blake, aber Nat Pendleton, ihr Partner aus früheren Folgen, fehle doch sehr. Leonard Maltin gibt zwei von vier Punkten, erklärt dies aber nicht.

### Einspielergebnis
Between Two Women war finanziell gesehen der erfolgreichste Film der Serie, was aber vermutlich an Van Johnson gelegen hat. Variety gab Ende Mai 1945 die Kosten mit 350.000 Dollar an und schätzte die zu erwartenden Einnahmen auf 1,5 Millionen Dollar. Drei Wochen später korrigierte die Zeitung die Kosten auf 450.000 Dollar und schätzte die zu erwartenden Einnahmen nun auf 2,5 Millionen Dollar.